# Jussieu (métro de Paris)
Pour les articles homonymes, voir Jussieu.
Jussieu est une station des lignes 7 et 10 du métro de Paris, située dans le 5e arrondissement de Paris.

## Situation
La station est implantée au cœur du quartier Saint-Victor, sous la place Jussieu, laquelle se trouve au débouché de la rue Linné sur la rue Jussieu. Les points d'arrêt des deux lignes sont établis sous le campus Pierre-et-Marie-Curie, de façon accolée et orientés et selon un axe est-ouest :
- celui de la ligne 7, le plus au sud, s'intercale entre les stations Sully - Morland et Place Monge, tout en étant séparé de la première par une traversée de la Seine en souterrain ;
- les quais de la ligne 10, situés au nord de ceux de la ligne 7, se trouvent entre la station Cardinal Lemoine et le terminus oriental de Gare d'Austerlitz.

## Histoire
La station est ouverte le 26 avril 1931 avec la mise en service simultanée du tronçon de la ligne 7 de Sully - Morland à Place Monge et du prolongement de la ligne 10 depuis Maubert - Mutualité, celle-ci cédant en parallèle la section entre Place Monge et Porte de Choisy à la ligne 7 (prolongée jusqu'à son terminus actuel de Mairie d'Ivry à la même date). Cette station constitue alors le terminus provisoire de la ligne 10 jusqu'au 12 juillet 1939, date à laquelle celle-ci est prolongée d'une station supplémentaire jusqu'à Gare d'Orléans - Austerlitz (actuel terminus de Gare d'Austerlitz).
Elle doit sa dénomination à son implantation sous la place Jussieu d'une part et la rue éponyme d'autre part, ces deux voies rendant hommage à Antoine-Laurent de Jussieu (1748-1836), membre de l'Académie des Sciences et professeur de botanique au Muséum national d'histoire naturelle.
La station s'appelait autrefois Jussieu - Halle-aux-vins du fait de sa situation sous l'ancienne Halle aux vins de Paris, créée par Napoléon Ier et disparue dans la seconde partie du XXe siècle pour construire le campus de Jussieu (renommé en l'honneur de Pierre et Marie Curie en 2019).
En 1975, la station est la quatrième du réseau à voir ses quais modernisés par l'adoption du style décoratif « Andreu-Motte » — de couleur orange sur la ligne 7 et en bleu sur la ligne 10 — mais pour la première fois avec du carrelage blanc plat en remplacement des carreaux blancs biseautés d'origine, en mauvais état de conservation. Cette réfection entraîne alors la disparition de la décoration d'entre-deux-guerres de l'ex-CMP sur les piédroits, caractérisée par ses cadres publicitaires en faïence de couleur miel à motifs végétaux et le nom de la station incorporé dans la céramique murale.
Dans le cadre du programme « Renouveau du métro » de la RATP, les couloirs de la station et la salle de distribution sont rénovés à leur tour le 13 septembre 2002. En parallèle, les quais se voient retirer leurs banquettes « Motte » maçonnées en carrelage plat de couleur (orange sur la ligne 7 et bleu sur la ligne 10), les sièges qui les surmontaient étant dorénavant fixés à un support métallique.
Le 1er avril 2017, la RATP détourne le nom de la station en l'intégrant à une expression humoristique afin de faire un poisson d'avril le temps d'une journée, comme dans huit autres stations sur le réseau. Par jeu de mots, Jussieu devient ainsi : « Jussieu, j'y reste. »
Durant le premier semestre de 2020, des travaux sont entrepris afin de doter la station d'une seconde entrée par un escalier roulant descendant. Celui-ci est parallèle à l'accès principal et relie directement la voirie au hall d'accueil. L'opération s'accompagne d'un réaménagement de la place Jussieu.

### Fréquentation
Selon les estimations de la RATP, la station a vu entrer 4 328 012 voyageurs en 2019, ce qui la place à la 105e position des stations de métro pour sa fréquentation. En 2020, avec la crise du Covid-19, son trafic annuel tombe à 1 891 986 voyageurs, la reléguant alors au 127e rang, avant de remonter progressivement en 2021 avec 2 889 642 entrants comptabilisés, ce qui la classe à la 114e position des stations du réseau pour sa fréquentation cette année-là.

## Services aux voyageurs

### Accès
La station dispose de trois bouches de métro réunies sous l'intitulé « Place Jussieu ». Les deux premières débouchent face à la rue Linné, la plus large d'entre elles comprenant un escalier fixe et l'autre (rajoutée en 2020) disposant d'un escalier mécanique permettant uniquement l'entrée ; tandis que la dernière, également dotée d'un escalier roulant, se situe plus au sud-est de la place et n'est empruntable que dans le sens de la sortie.
Toutes sont agrémentées d'une balustrade en fer forgé de type « Dervaux » et, pour les deux premières, d'un candélabre dans ce même style architectural, caractéristique des années 1930. Jusqu'en 2020, les deux mâts étaient regroupés autour d'une seule trémie d'escalier, cas rare sur le réseau qui n'utilise habituellement qu'un unique signal par entrée. Cette particularité se retrouve toujours sur certains accès aux stations Châtelet (lignes 1, 4, 7, 11 et 14), Alma - Marceau (ligne 9), Mairie des Lilas (ligne 11) et Saint-François-Xavier (ligne 13).

Accès à la station
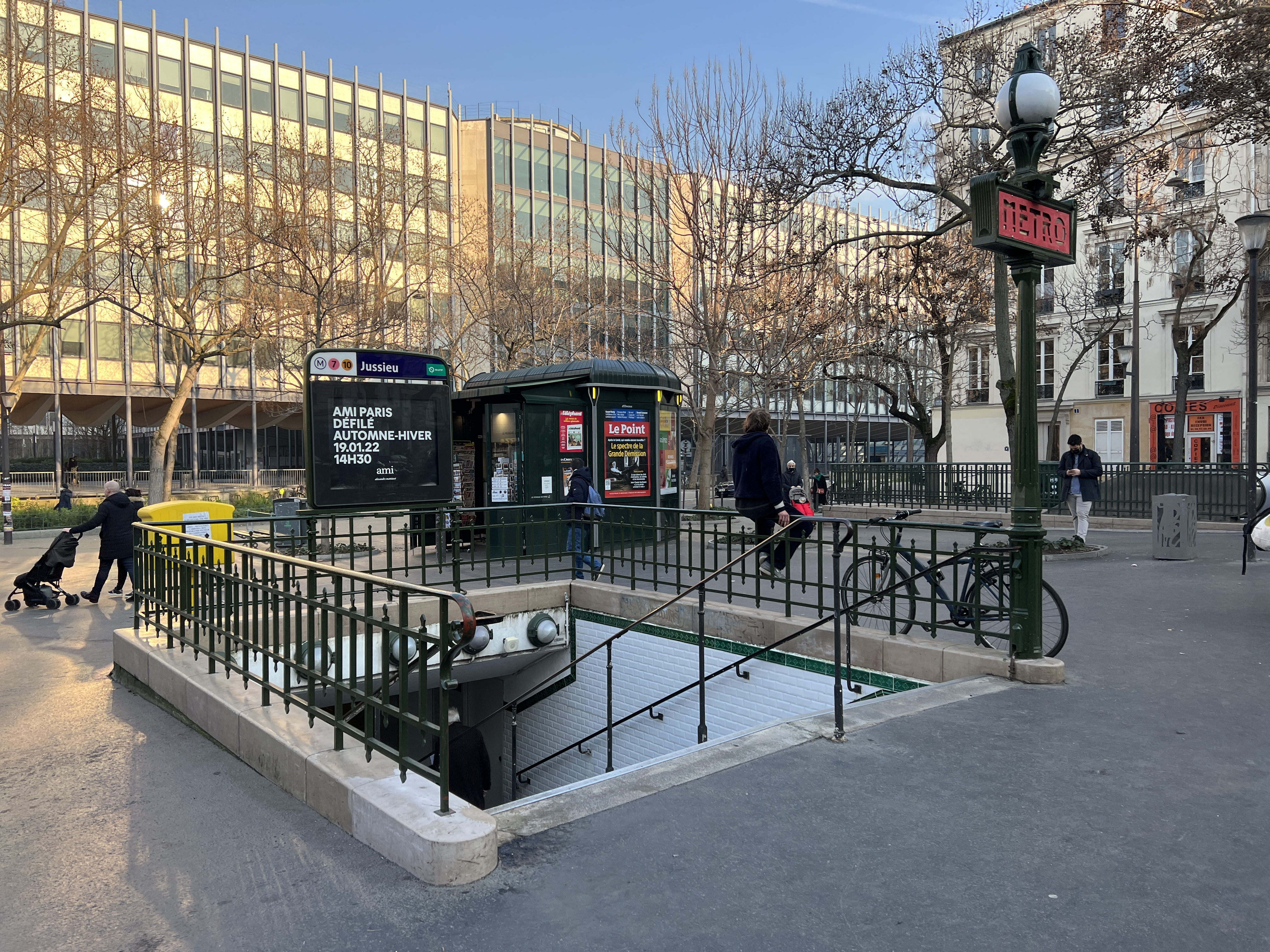
L'entrée principale d'origine, dotée d'un escalier fixe.
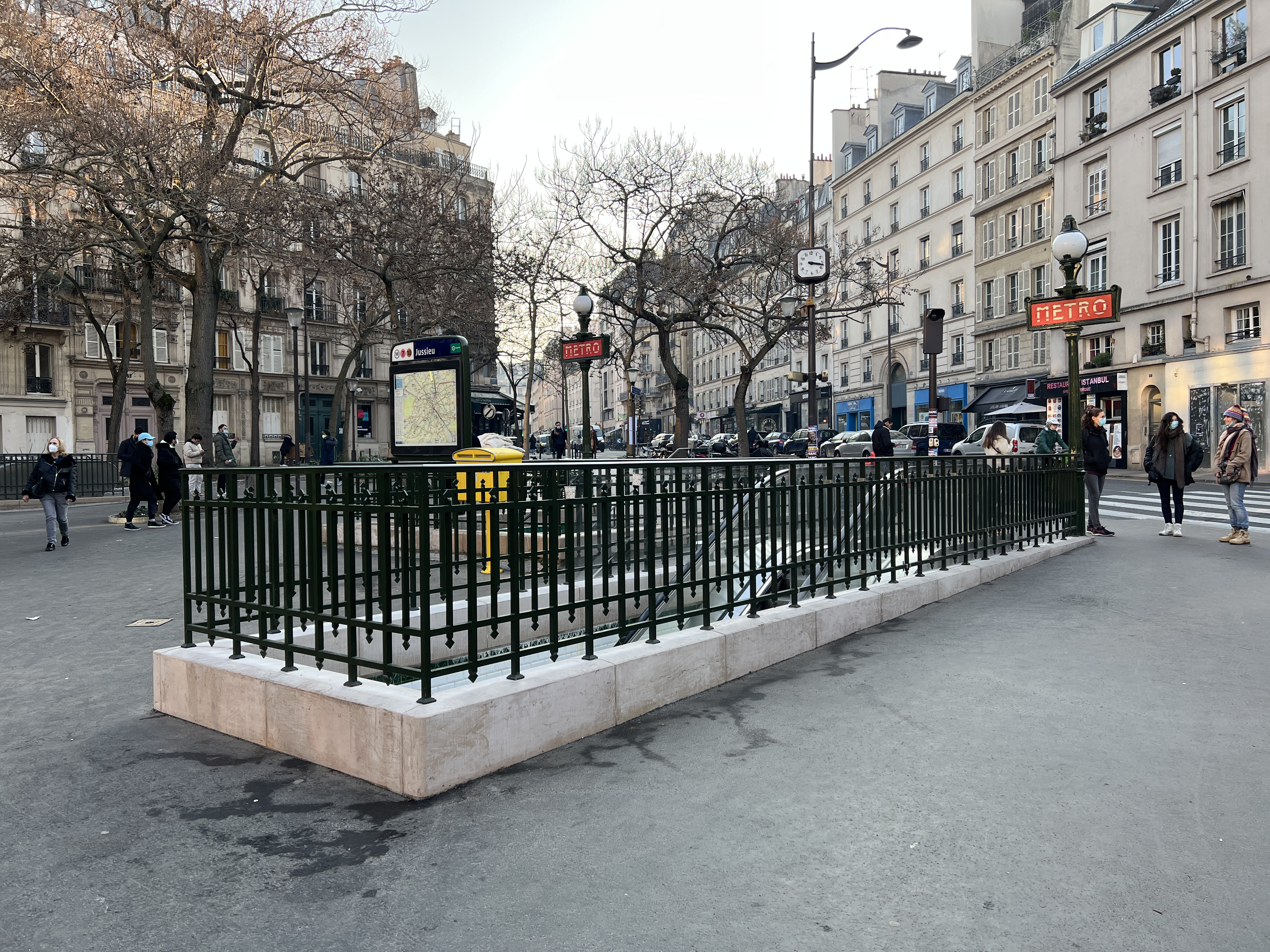
La nouvelle entrée secondaire, par escalier mécanique.
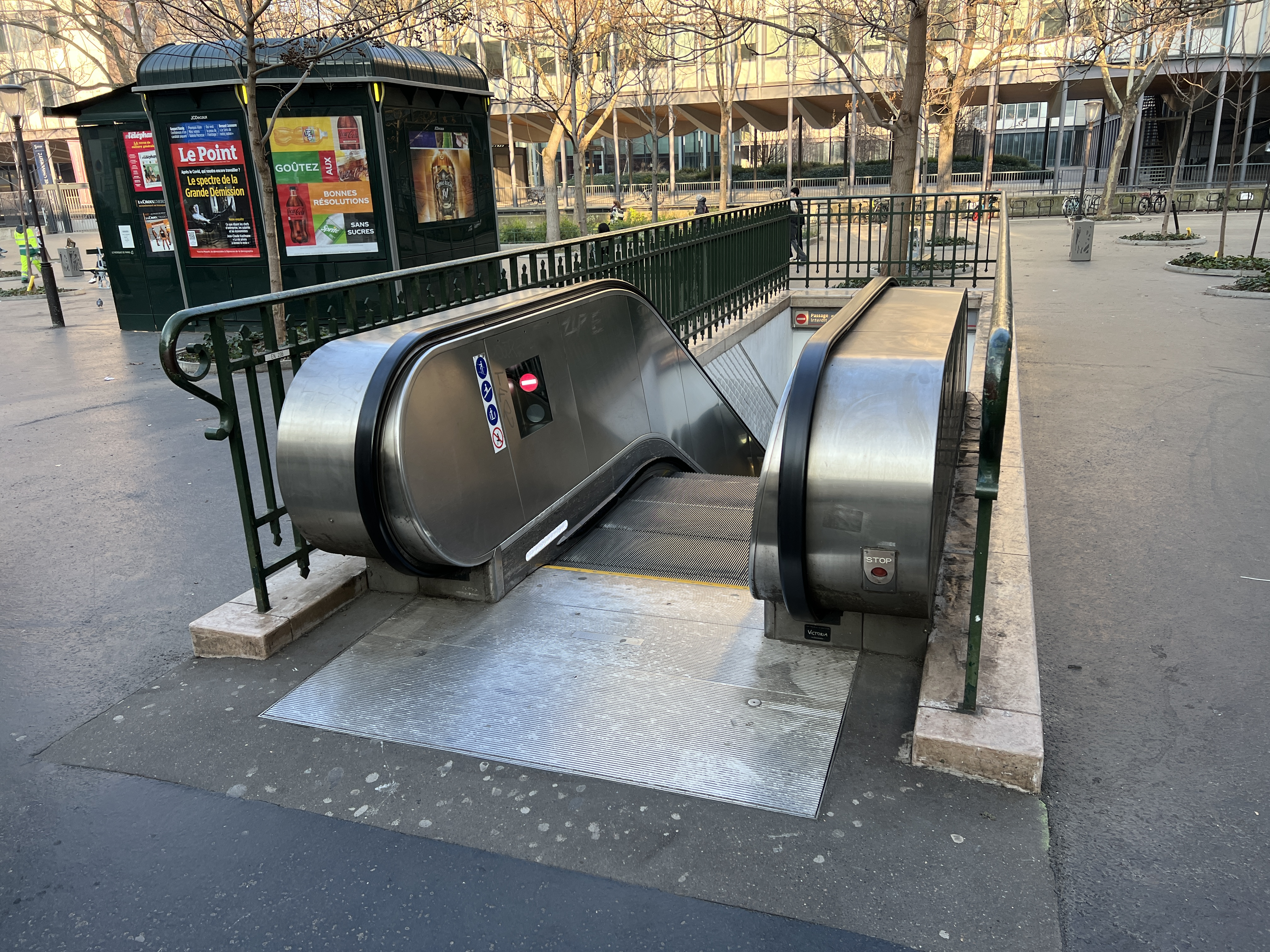
La sortie secondaire, munie d'un escalier mécanique.

### Quais
Les quais des deux lignes sont de configuration standard pour le métro de Paris : au nombre de deux par point d'arrêt, ils sont séparés par les voies du métro situées au centre et la voûte est elliptique. Les deux stations sont positionnées au même niveau de façon parallèle et en légère courbe côté est. Toutefois, les quais de la ligne 7 mesurent 105 mètres de long tandis que ceux de la ligne 10 sont d'une longueur plus conventionnelle de 75 mètres. Trois passages de communication à travers le pied-droit commun aux deux voûtes permettent une correspondance directe entre le quai de la ligne 10 en direction de Gare d'Austerlitz et celui de la ligne 7 en direction de Mairie d'Ivry et Villejuif - Louis Aragon, les deux lignes étant ainsi en covisibilité.
La décoration est de style « Andreu-Motte » : les quais de la ligne 7 possèdent deux rampes lumineuses oranges, des tympans recouverts de carrelage orange plat et des sièges « Motte » de même couleur, tandis que ceux de la ligne 10 présentent les mêmes composants en bleu, à la différence près que le carrelage plat de couleur recouvre également les débouchés des couloirs (hormis les trois galeries à travers le piédroit commun avec la ligne 7). Ces aménagement sont mariés dans les deux cas avec les carreaux en céramique blancs plats qui recouvrent les piédroits, la voûte, les entourages des trémies d'escaliers et les rameaux de communication entre les deux lignes, ainsi que les débouchés du restant des couloirs sur la ligne 7. Les cadres publicitaires sont métalliques et le nom de la station est inscrit en police de caractères Parisine sur des plaques émaillées.

Quais de la ligne 7
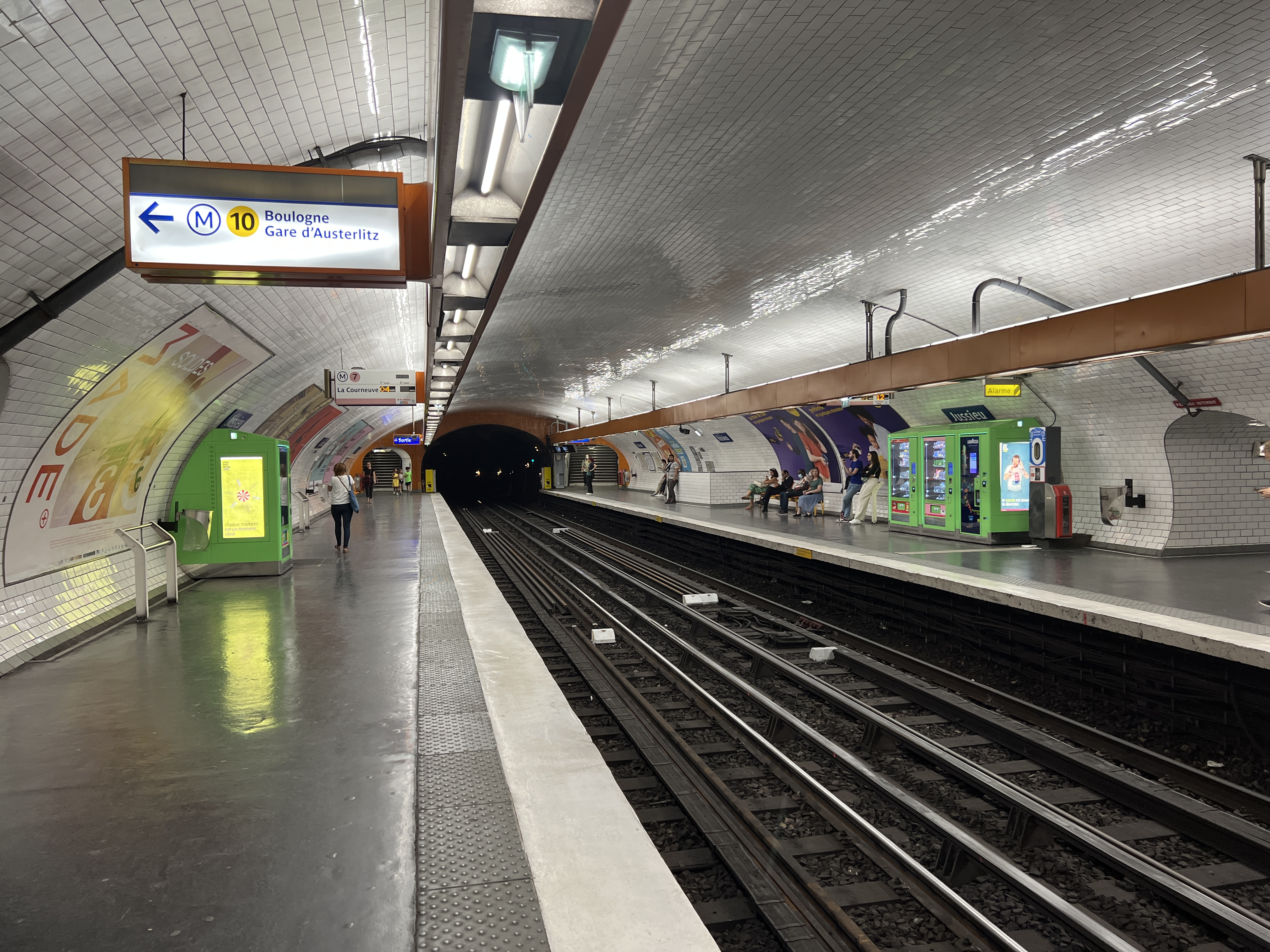
Les quais vus vers Mairie d'Ivry et Villejuif - Louis Aragon.
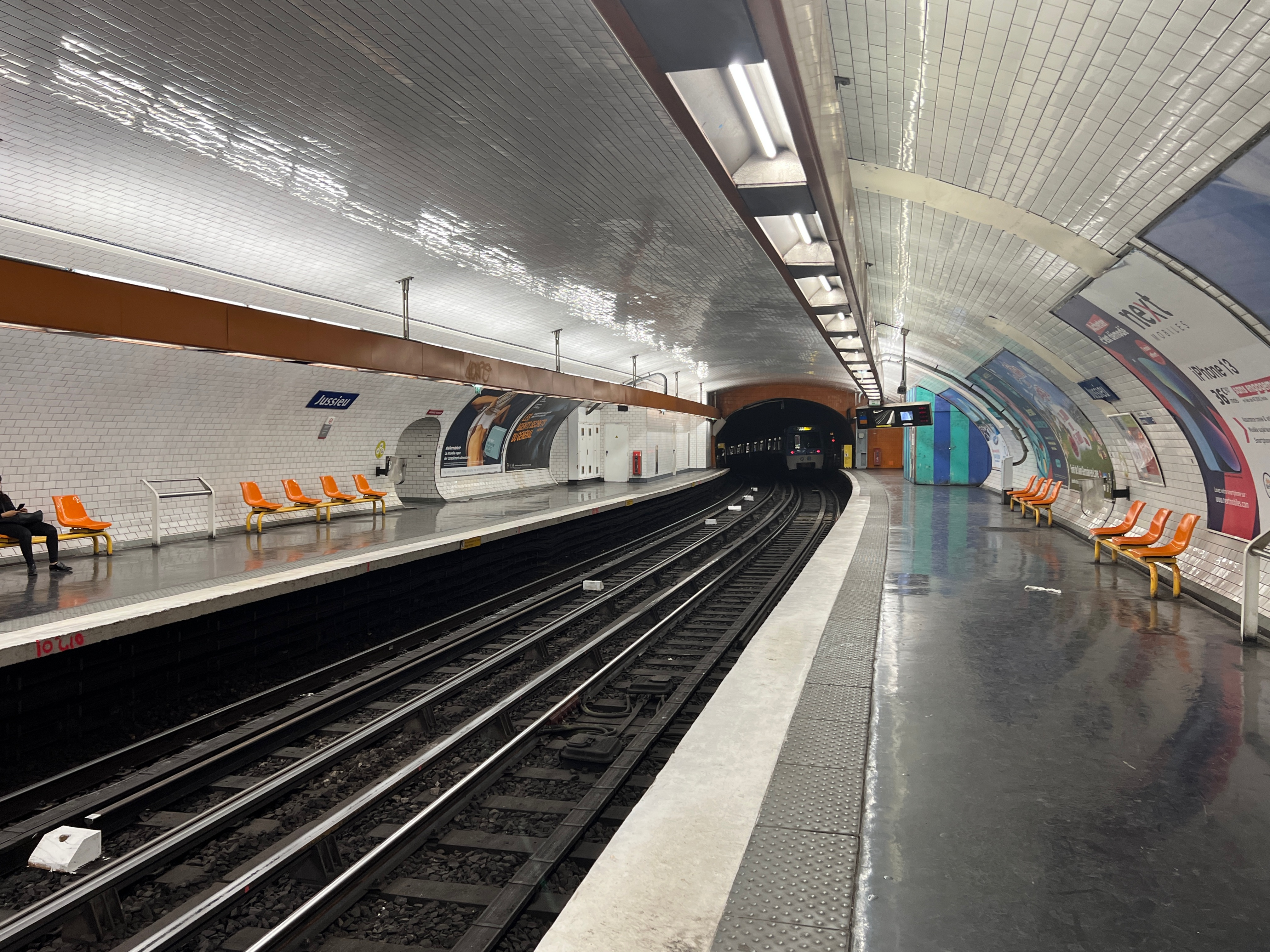
Vue des quais en direction de La Courneuve - 8 Mai 1945.
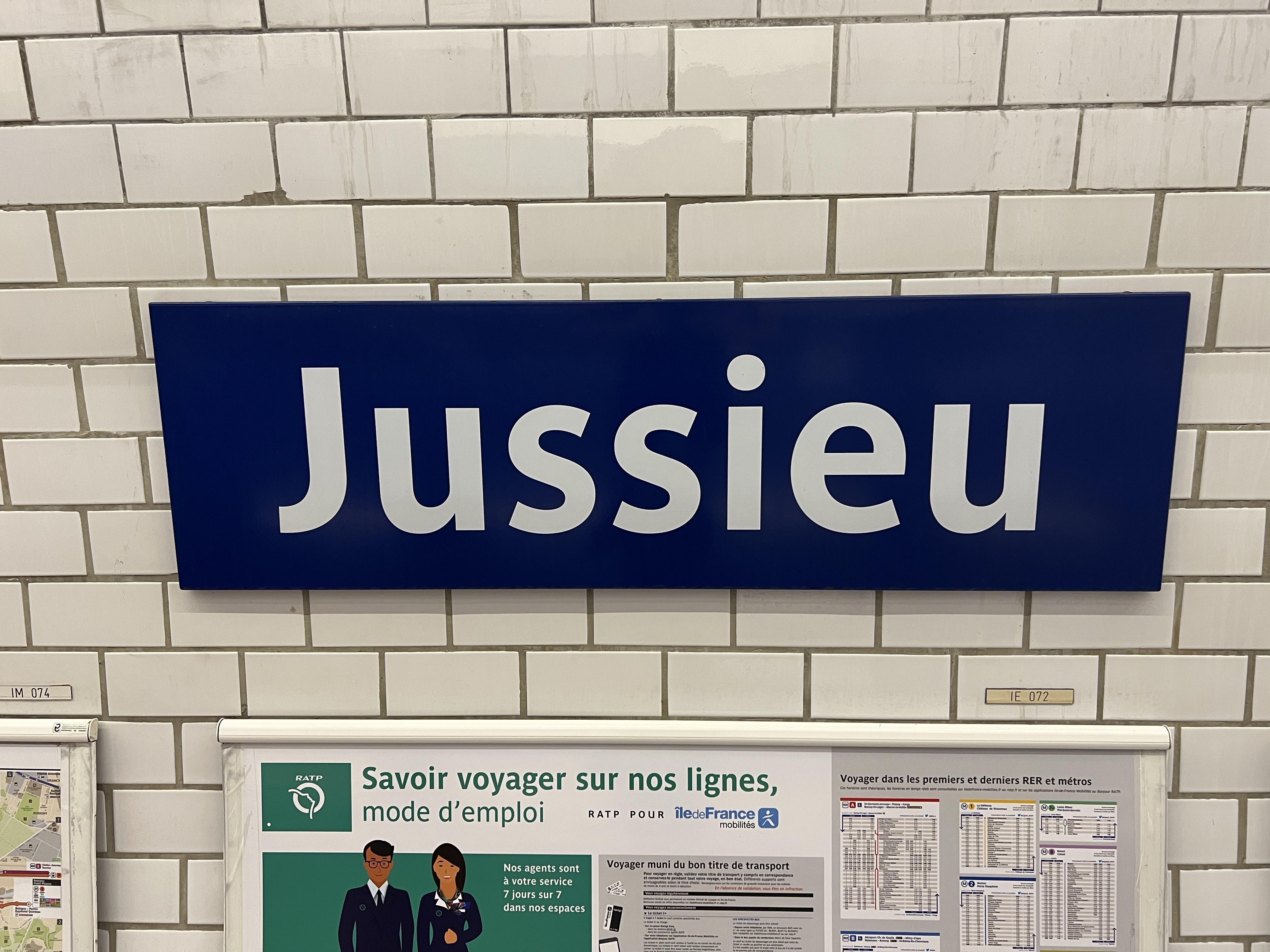
Plaque émaillée indiquant le nom de la station.

Quais de la ligne 10
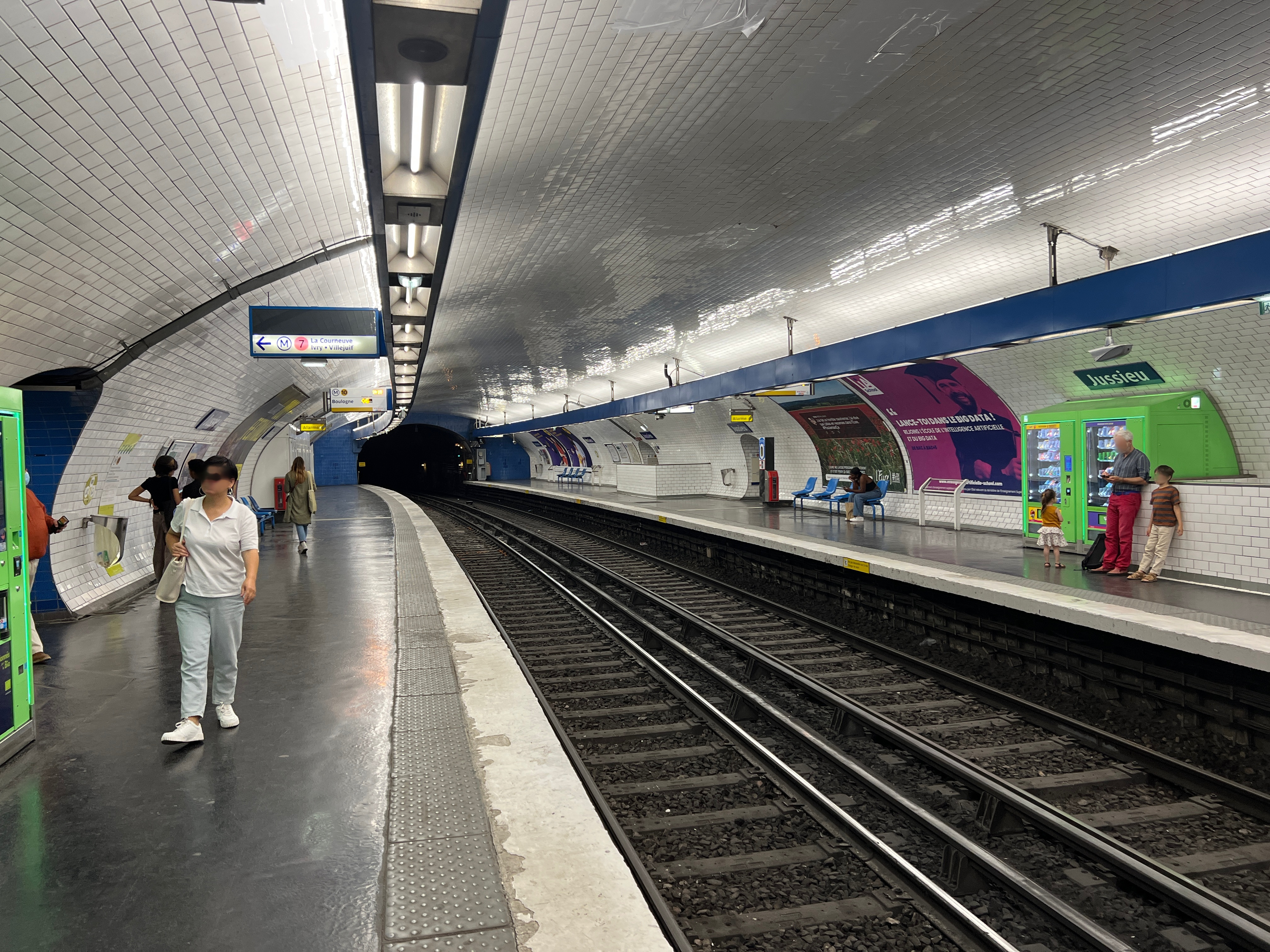
Les quais vus en direction de Gare d'Austerlitz.
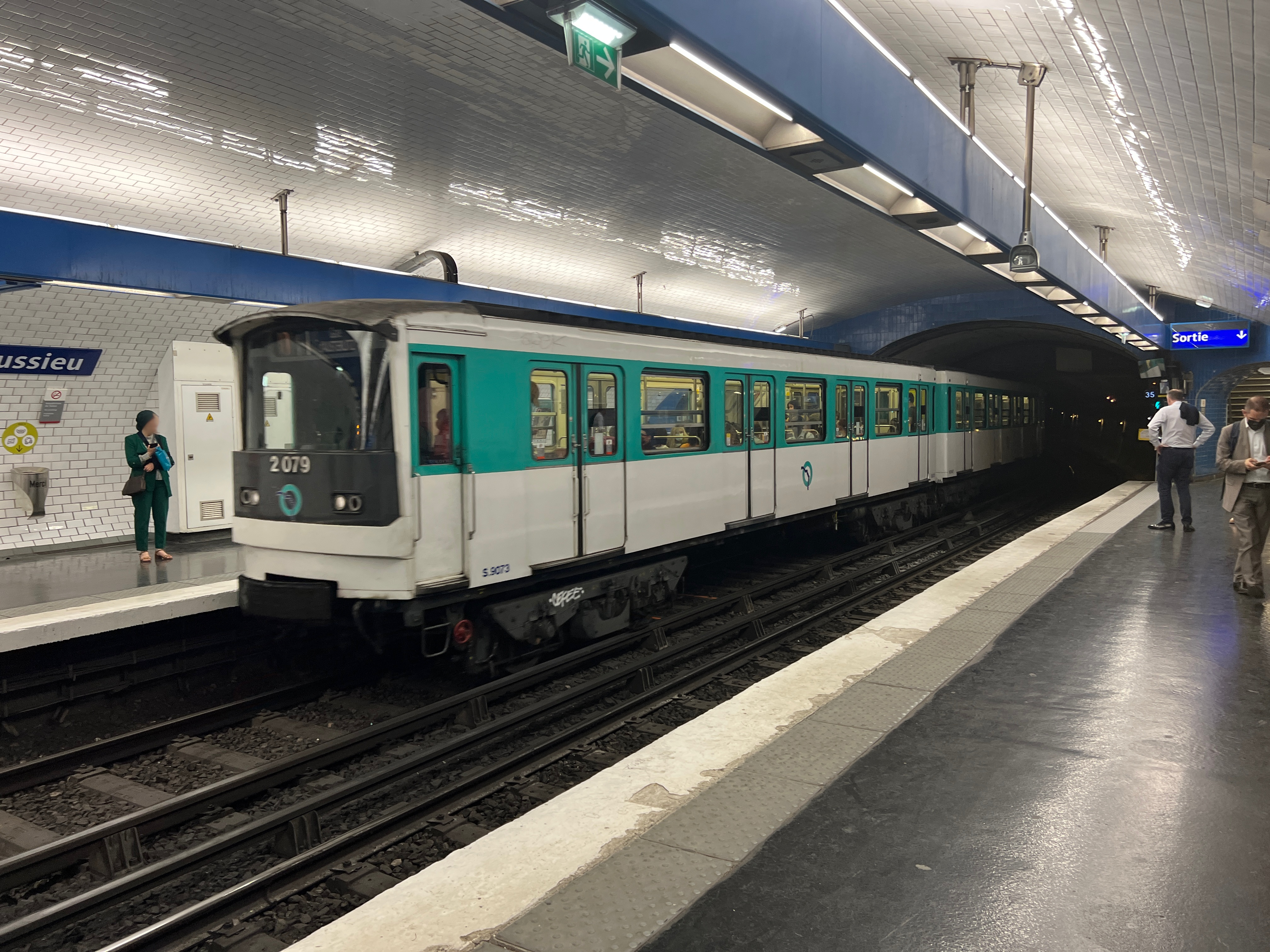
Entrée d'une rame MF 67 pour Gare d'Austerlitz.
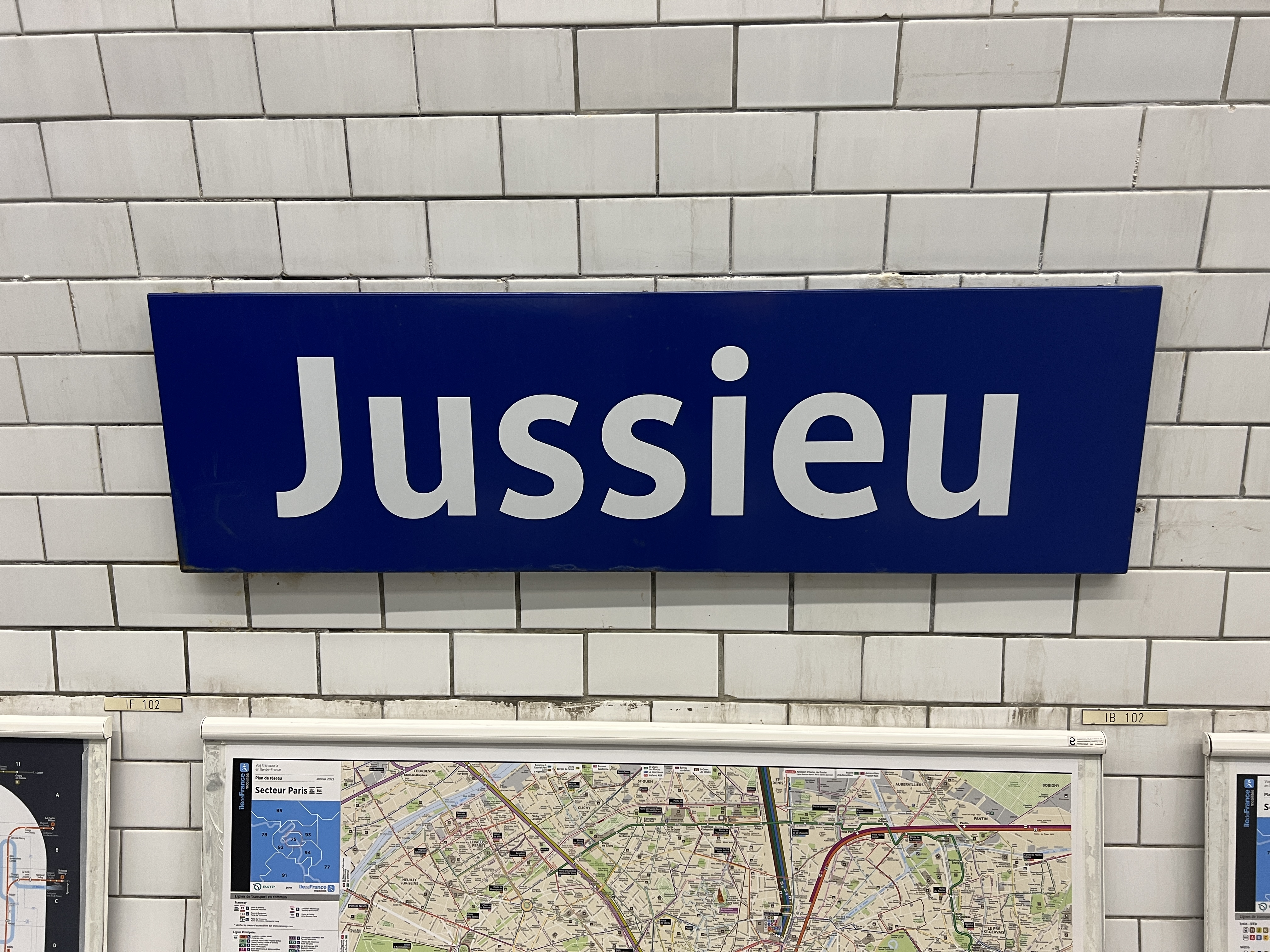
Plaque nominative de la station en tôle émaillée.

### Intermodalité
La station est desservie par les lignes du réseau de bus RATP : 67 et 89 (vers Gare de Vanves uniquement) ainsi que par la ligne 87 (depuis l’arrêt Jussieu - Minéraux situé à environ 200 mètres et servant de terminus et de départ à des services partiels spécifiques de cette ligne du lundi au vendredi aux heures de pointe et en début de soirée).

## À proximité
- Campus Pierre-et-Marie-Curie (Jussieu) (Faculté des sciences de Sorbonne Université (ex Paris-VI) et Institut de physique du globe de Paris)
- Tour Zamansky
- Arènes de Lutèce
- Square des arènes de Lutèce et square Capitan
- Fontaine Cuvier
- Jardin des plantes
- Muséum national d'histoire naturelle
- Institut du monde arabe